# DAPNET

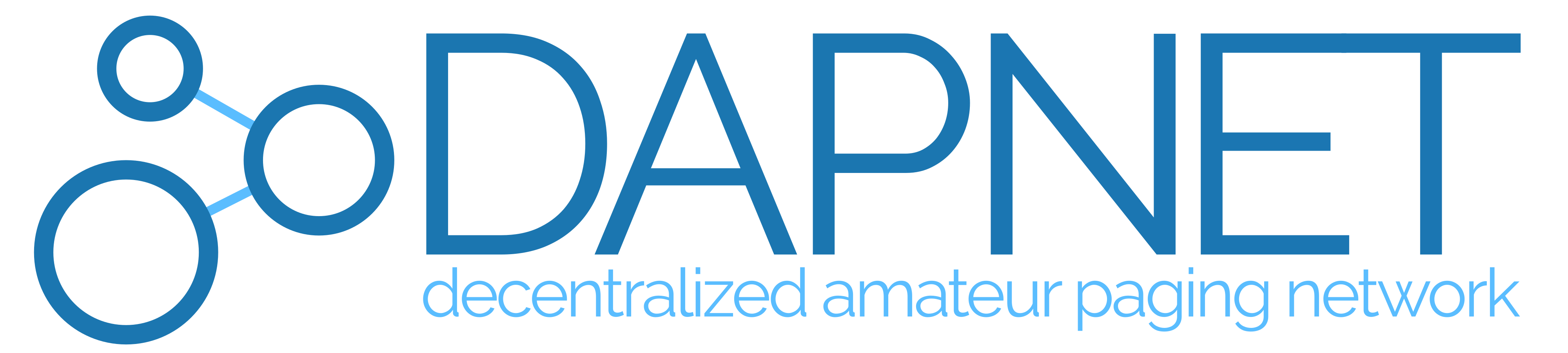
Логотип DAPNET

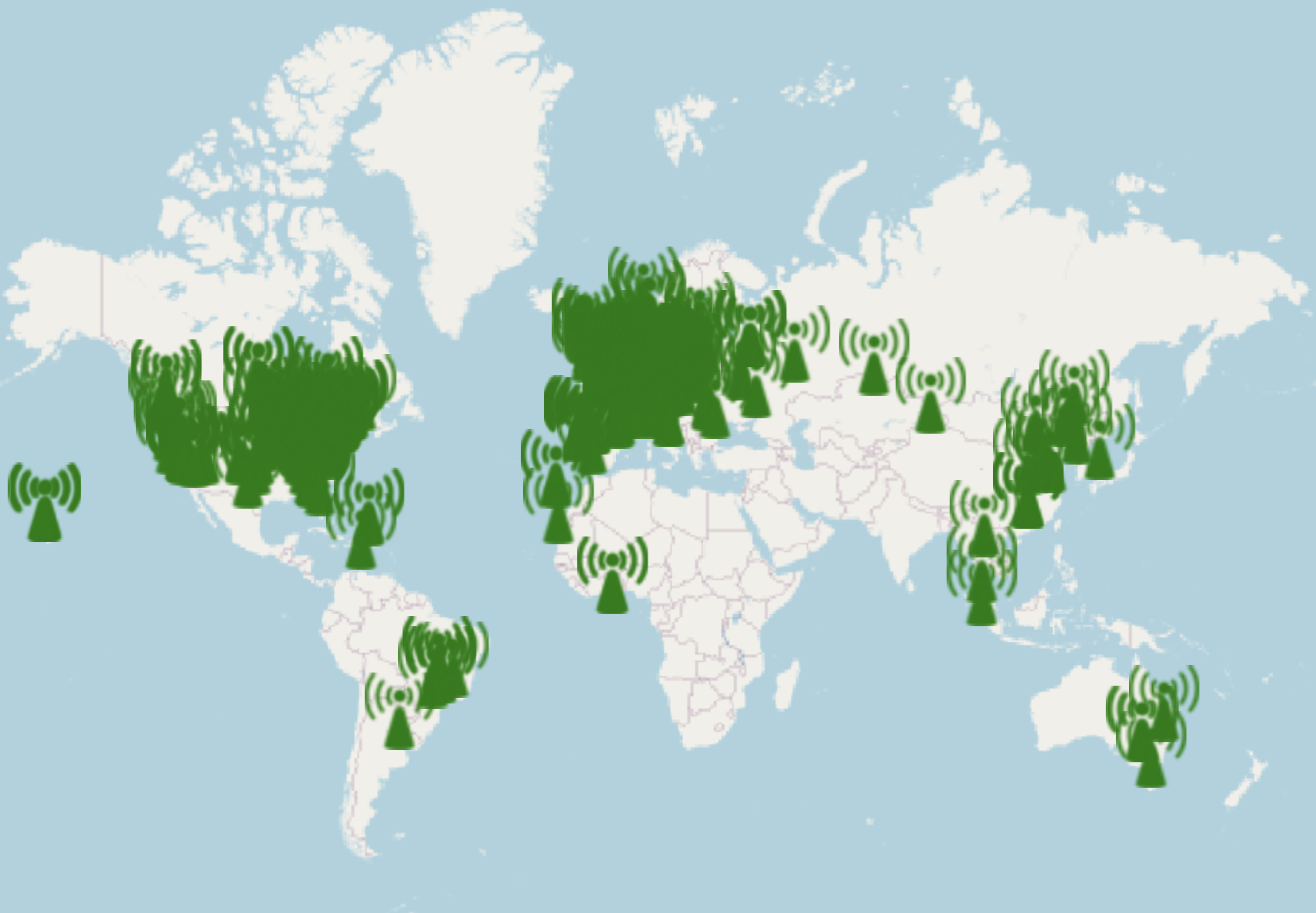
DAPNET по состоянию на июль 2023 года

DAPNET (от англ. Decentralized Amateur Paging Network) — бесплатная глобальная пейджинговая сеть, созданная и поддерживаемая энтузиастами-радиолюбителями. Приём сообщений возможен на серийные пейджеры, поддерживающие протокол POCSAG, и настроенные на соответствующую частоту.

## История
Проект изначально назывался FunkrufMaster и был создан в Германии по инициативе сотрудников Аахенского университета. В 2016 году название было изменено на Funkrufmaster 2.0, а потом на DAPNET. По состоянию на март 2018 года в постоянной эксплуатации находились уже свыше 90 передатчиков, а зона покрытия включала в себя часть Германии, Нидерландов, Бельгии и Швейцарии.

## Технические характеристики
Рекомендованная частота для DAPNET — 439,9875 МГц, то есть на 12,5 кГц ниже верхней границы 70-см радиолюбительского диапазона. Передатчики объединены в сеть, часть через HAMNET, часть через Internet. Для передачи сообщений используется стандартный пейджинговый протокол POCSAG. Для маломощного передатчика можно использовать Raspberry Pi с установленной программой unipager и MMDVM-модемом, а чтобы зона покрытия составила несколько километров, на его выход надо добавить усилитель радиочастоты. Зона покрытия передатчика может доходить до 20 км, в зависимости от рельефа местности и высоты антенны.
Для приёма сообщений особой популярностью пользуются пейджеры марок Skyper и Alphapoc. Они легко настраиваются на нужную частоту приема, а также предоставляют множество других возможностей, например, прием бюллетеней — сообщений, отправляемых для всех адресатов. Вместе с тем, возможна соответствующая настройка некоторых пейджеров других марок. Также приём сообщений возможен на Flipper Zero.
Сообщения можно отправить через многоязычный вебсайт, а также приложения для Android и iOS.